# Mother India
Mother India (Hindi मटर इंडिया, maṭar iṇḍiyā) ist ein indischer Spielfilm von Mehboob Khan aus dem Jahr 1957. Er gehört zu den finanziell erfolgreichsten Klassikern des indischen Films und war der erste Film seines Landes, der für einen Oscar nominiert war.

## Handlung
Radha und Shamu heiraten. Um die neue Schwiegertochter gebührend auszustatten, nimmt die Schwiegermutter Geld beim Geldverleiher Sukhi auf. Dadurch kommt es zu einer nicht tragbaren Bürde, weil der Darlehensgeber horrende Zinsen im Vertrag festlegt, zumal außer ihm niemand im Dorf lesen kann. Drei (oder ein?) Viertel des Ackers sind verpfändet. Dem Vertrag Sukhis kann keiner etwas entgegensetzen.
Die Familie ächzt unter der Last, auch als 4 Kinder geboren werden. Doch sie gibt nicht auf und versucht selbst steinigen Boden zu bewirtschaften, um die Zinsen zahlen zu können.
Es kommt immer wieder zu Konflikten mit Sukhi, und es wird nie aufgeklärt, ob die Leihe Betrug oder Wucher oder beides ist.

## Thematik
Thematisiert werden Armut und Stolz, Ehre und Ungerechtigkeit. Im Zentrum des Filmes steht aber vor allem die Stärke der Mutter als Bindeglied der Familie und der indischen Gesellschaft, in der bisweilen die Frau als Beiwerk zum Ehegatten betrachtet wurde. Ganz gleich wie sehr die Natur, die Menschen oder der Geldverleiher drohen, die Familie zu zerstören, die Mutter Radha gibt nicht auf und erzieht ihre Kinder mit Liebe. Doch kann sie nicht verhindern, dass Hass wächst, für den sie nicht verantwortlich ist. Radha bewahrt allen Widrigkeiten zum Trotz ihre Ehre als Frau, als Mutter und Mensch in der Gemeinschaft.

## Hintergrund
Regisseur Mehboob Khan schuf mit diesem Film eine Neuverfilmung seines eigenen Filmepos Aurat aus dem Jahr 1940. 
Nargis und ihr „Filmsohn“ Sunil Dutt heirateten 1959, ihr gemeinsames Kind ist Sanjay Dutt.

## Auszeichnungen
Neben der Oscarnominierung gewann der Film 5 Filmfare Awards.